# 毛茛
毛茛（学名：Ranunculus japonicus）为毛茛科毛茛属下的一个种，有人叫作洋牡丹。

## 形态
- 多年生草本。
- 基生叶丛生，有长柄；圆心形叶片，三深裂，上下密生白色长毛；茎生叶无柄或有短柄，叶片三深裂，线装披针形叶片。
- 花茎细长有毛，自叶丛中抽出；数朵花呈聚伞状，两性花，5片倒卵形黄色花瓣；雄蕊多数；子房上位，1室。
- 结倒卵形绿色瘦果，两面突起，无毛。

## 分布
分布于中国大陆的安徽、福建、甘肃、广东、广西、江苏、江西、吉林、辽宁、内蒙古、宁夏、青海、陕西、山东、山西、四川、黑龙江、湖北、湖南、河南、河北、新疆、云南、浙江以及台湾、日本、蒙古和俄罗斯（远东地区）。

## 用途

### 药用
性温味辛，有毒，不可内服；中医上以全草入药，有截疟、退黄、平喘、祛风之功用。

## 扩展阅读
- 維基物種上的相關：毛茛

[在维基数据编辑]
 《欽定古今圖書集成·博物彙編·草木典·毛茛部》，出自陈梦雷《古今圖書集成》